# Wenkbach
Wenkbach ist ein Ortsteil der Gemeinde Weimar (Lahn) im Süden des mittelhessischen Landkreises Marburg-Biedenkopf. Namensgebend für Wenkbach ist der kleine, durch den Ort fließende gleichnamige Bach. Da in diesem vor allem im Sommer sehr wenig Wasser fließt, entstand der Ortsname (Wenk steht dabei für wenig).

## Geographie
Wenkbach liegt etwa zehn Kilometer südlich von Marburg am Rande des Lahntals im Zentrum der Gemeinde Weimar (Lahn). Im Nordwesten und Norden grenzen die Weimarer Ortsteile Oberweimar und Niederweimar, im Westen Argenstein sowie Roth und im Süden und Südwesten Niederwalgern an Wenkbach.
Derzeit ist Wenkbach noch in zwei Teile, den alten Ortskern und die in der zweiten Hälfte des 20. Jahrhunderts entstandenen Siedlung am Nickelsberg, geteilt. Allerdings wuchsen die beiden Teile bereits in der Vergangenheit durch Neubaugebiete immer weiter zusammen und werden dies wohl auch in Zukunft tun.
Durch Wenkbach fließt ein kleiner, gleichnamiger Bach. Im Bereich des alten Ortskerns ist er teilweise verrohrt. Der Beschluss, den Bach von Beginn der Hintergasse bis zum südlichen Ortsausgang zu verrohren, erfolgte Ende der 1960er Jahre. Im Jahr 1968 wurden schließlich 130 Meter an Rohren mit einem Durchmesser von rund 150 Zentimetern verlegt. Während der Bauarbeiten wurde der Bach teilweise gestaut und mithilfe einer Motorpumpe über große Schläuche umgeleitet. Nach dem Ende der Verrohrung fließt der Bach noch rund zwei Kilometer in Richtung Lahn, in die er schließlich mündet.

## Geschichte

### Ortsgeschichte
Die älteste bekannte urkundliche Erwähnung des Ortes erfolgte im Jahre 1302 unter dem Namen Wenkebach. Lange Zeit gehörte Wenkbach zum Gericht der Schenken zu Schweinsberg, auch als „Schenkisch Eigen“ erwähnt.
zum 1. Juli 1972 schloss sich die bis dahin selbständige Gemeinde Wenkbach nach langwierigen Verhandlungen im Zuge der Gebietsreform in Hessen freiwillig der am 1. Februar 1971 gegründeten Großgemeinde Weimar an. Für Wenkbach wurde wie für die übrigen Ortsteile von Weimar ein Ortsbezirk mit Ortsbeirat und Ortsvorsteher eingerichtet.

### Verwaltungsgeschichte im Überblick
Die folgende Liste zeigt die Staaten und Verwaltungseinheiten, denen Wenkbach angehört(e):
- vor 1567: Heiliges Römisches Reich, Landgrafschaft Hessen, Amt Marburg, Vogtei der Schenck zu Schweinsberg[7]
- ab 1567: Heiliges Römisches Reich, Landgrafschaft Hessen-Marburg, Amt Marburg, Vogtei der Schenck zu Schweinsberg
- 1604–1648: Heiliges Römisches Reich, strittig zwischen Landgrafschaft Hessen-Darmstadt und Landgrafschaft Hessen-Kassel (Hessenkrieg), Amt Marburg, Vogtei der Schenck zu Schweinsberg
- ab 1648: Heiliges Römisches Reich, Landgrafschaft Hessen-Kassel, Amt Marburg, Vogtei der Schenck zu Schweinsberg
- ab 1806: Landgrafschaft Hessen-Kassel, Amt Fronhausen, Gericht Lohra
- 1807–1813: Königreich Westphalen, Departement der Werra, Distrikt Marburg, Kanton Lohra
- ab 1815: Kurfürstentum Hessen, Amt Fronhausen, Gericht Lohra[8]
- ab 1821: Kurfürstentum Hessen, Provinz Oberhessen, Kreis Marburg[9][Anm. 2]
- ab 1848: Kurfürstentum Hessen, Bezirk Marburg
- ab 1851: Kurfürstentum Hessen, Provinz Oberhessen, Kreis Marburg
- ab 1867: Königreich Preußen, Provinz Hessen-Nassau, Regierungsbezirk Kassel, Kreis Marburg
- ab 1871: Deutsches Reich,  Königreich Preußen, Provinz Hessen-Nassau, Regierungsbezirk Kassel, Kreis Marburg
- ab 1918: Deutsches Reich, Freistaat Preußen, Provinz Hessen-Nassau, Regierungsbezirk Kassel, Kreis Marburg
- ab 1944: Deutsches Reich, Freistaat Preußen, Provinz Kurhessen, Landkreis Marburg
- ab 1945: Amerikanische Besatzungszone, Groß-Hessen, Regierungsbezirk Kassel, Landkreis Marburg
- ab 1946: Amerikanische Besatzungszone, Hessen, Regierungsbezirk Kassel, Landkreis Marburg
- ab 1949: Bundesrepublik Deutschland, Hessen, Regierungsbezirk Kassel, Landkreis Marburg
- ab 1972: Bundesrepublik Deutschland, Land Hessen, Regierungsbezirk Kassel, Landkreis Marburg, Gemeinde Weinmar[Anm. 3]
- ab 1974: Bundesrepublik Deutschland, Land Hessen, Regierungsbezirk Kassel, Landkreis Marburg-Biedenkopf, Gemeinde Weimar

### Gerichte seit 1821
Mit Edikt vom 29. Juni 1821 wurden in Kurhessen Verwaltung und Justiz getrennt. Der Kreis Marburg war für die Verwaltung und das Justizamt Fronhausen war als Gericht in erster Instanz für Wenkbach zuständig. Nach der Annexion Kurhessens durch Preußen 1866 erfolgte am 1. September 1867 die Umbenennung des bisherigen Justizamtes in Amtsgericht Fronhausen. Das Amtsgericht Fronhausen wurde 1943 geschlossen. Es wurde zunächst als Zweigstelle des Amtsgerichts Marburg geführt und 1948 endgültig aufgelöst. Der Gerichtsbezirk wurde dem Amtsgericht Marburg zugeordnet.

## Bevölkerung

### Einwohnerstruktur 2011
Nach den Erhebungen des Zensus 2011 lebten am Stichtag dem 9. Mai 2011 in Wenkbach 588 Einwohner. Darunter waren 9 (1,5 %) Ausländer.
Nach dem Lebensalter waren 105 Einwohner unter 18 Jahren, 246 zwischen 18 und 49, 123 zwischen 50 und 64 und 111 Einwohner waren älter. Die Einwohner lebten in 246 Haushalten. Davon waren 66 Singlehaushalte, 75 Paare ohne Kinder und 84 Paare mit Kindern, sowie 15 Alleinerziehende und 6 Wohngemeinschaften. In 45 Haushalten lebten ausschließlich Senioren und in 159 Haushaltungen leben keine Senioren.

### Einwohnerentwicklung
| Quelle: | Historisches Ortslexikon                                                                               |
| • 1544: | 13 Hausgesesse                                                                                         |
| • 1585: | 20 Hausgesesse                                                                                         |
| • 1747: | 34 Haushalte.                                                                                          |
| • 1838: | 198 Einwohner (Familien: 29 nutzungsberechtigte, 6 nicht nutzungsberechtigte Ortsbürger, ein Beisasse) |

| Wenkbach: Einwohnerzahlen von 1773 bis 2011 | Wenkbach: Einwohnerzahlen von 1773 bis 2011 | Wenkbach: Einwohnerzahlen von 1773 bis 2011 | Wenkbach: Einwohnerzahlen von 1773 bis 2011 | Wenkbach: Einwohnerzahlen von 1773 bis 2011 |
| --- | ------------------------------------------- | ------------------------------------------- | ------------------------------------------- | ------------------------------------------- |
| Jahr |                                             |                                             |                                             | Einwohner                                   |
| 1773 | 1773                                        |                                             | 133                                         | 133                                         |
| 1800 | 1800                                        |                                             | ?                                           | ?                                           |
| 1812 | 1812                                        |                                             | 168                                         | 168                                         |
| 1834 | 1834                                        |                                             | 212                                         | 212                                         |
| 1840 | 1840                                        |                                             | 209                                         | 209                                         |
| 1846 | 1846                                        |                                             | 199                                         | 199                                         |
| 1852 | 1852                                        |                                             | 190                                         | 190                                         |
| 1858 | 1858                                        |                                             | 199                                         | 199                                         |
| 1864 | 1864                                        |                                             | 214                                         | 214                                         |
| 1871 | 1871                                        |                                             | 226                                         | 226                                         |
| 1875 | 1875                                        |                                             | 215                                         | 215                                         |
| 1885 | 1885                                        |                                             | 235                                         | 235                                         |
| 1895 | 1895                                        |                                             | 253                                         | 253                                         |
| 1905 | 1905                                        |                                             | 273                                         | 273                                         |
| 1910 | 1910                                        |                                             | 295                                         | 295                                         |
| 1925 | 1925                                        |                                             | 381                                         | 381                                         |
| 1939 | 1939                                        |                                             | 417                                         | 417                                         |
| 1946 | 1946                                        |                                             | 577                                         | 577                                         |
| 1950 | 1950                                        |                                             | 594                                         | 594                                         |
| 1956 | 1956                                        |                                             | 441                                         | 441                                         |
| 1961 | 1961                                        |                                             | 424                                         | 424                                         |
| 1967 | 1967                                        |                                             | 510                                         | 510                                         |
| 1980 | 1980                                        |                                             | ?                                           | ?                                           |
| 1990 | 1990                                        |                                             | ?                                           | ?                                           |
| 2000 | 2000                                        |                                             | 664                                         | 664                                         |
| 2005 | 2005                                        |                                             | 673                                         | 673                                         |
| 2010 | 2010                                        |                                             | 624                                         | 624                                         |
| 2011 | 2011                                        |                                             | 588                                         | 588                                         |
| Datenquelle: Historisches Gemeindeverzeichnis für Hessen: Die Bevölkerung der Gemeinden 1834 bis 1967. Wiesbaden: Hessisches Statistisches Landesamt, 1968. Weitere Quellen: LAGIS; nach 1970: Gemeinde Weimar:; Zensus 2011 |                                             |                                             |                                             |                                             |

### Historische Religionszugehörigkeit
| Quelle: | Historisches Ortslexikon                                            |
| • 1861: | alle Einwohner evangelisch-lutherisch                               |
| • 1885: | 234 evangelische (= 99,57 %), ein katholischer (= 0,43 %) Einwohner |
| • 1961: | 407 evangelische (= 95,99 %), 15 katholische (= 3,54 %) Einwohner   |

### Historische Erwerbstätigkeit
| Quelle: | Historisches Ortslexikon |
| • 1773: | Erwerbspersonen: ein Schmied, ein Schreiner, ein Zimmermann, vier Schneider, eine Wirtin, 9 Leineweher.                             |
| • 1838: | Familien: 31 Ackerbau, vier Gewerbe, eine Tagelöhner.                                                                               |
| • 1961: | Erwerbspersonen: 77 Land- und Forstwirtschaft, 56 Produzierendes Gewerbe, 41 Handel und Verkehr, 27 Dienstleistungen und Sonstiges. |

## Politik

### Bürgermeister und Ortsvorsteher
Bis Wenkbach im Jahr 1972 ein Ortsteil der Gemeinde Weimar (Lahn) wurde, hatte es als eigenständige Gemeinde einen Bürgermeister, der allerdings stets ehrenamtlich arbeitete.
Bis zum Oktober 1934 wurde dieses Amt von Konrad Eidam bekleidet. Danach übernahm bis 1945 Heinrich Schmidt das Amt des Bürgermeisters. Nachdem die Position anschließend zunächst verwaist war, bestimmte die Amerikanische Besatzungsmacht Justus Laucht zum neuen Bürgermeister. Sein Nachfolger wurde bereits im April 1946 Albert Steitz. Aber auch er blieb nur für rund zwei Jahre das Gemeindeoberhaupt. Im Juni 1948 erfolgten Neuwahlen. Die erste Wahl im Sommer 1948, bei der Heinrich Junk als Sieger hervorging, wurde durch die Besatzungsmacht und den Landkreis nicht genehmigt. Bis zum September führte deshalb der Erste Beigeordnete die Geschäfte kommissarisch. Die Ersatzwahl im September wurde schließlich auch genehmigt. Heinrich Karber wurde hierbei zum neuen Bürgermeister gewählt. Er wurde mehrfach wiedergewählt und blieb bis 1972 im Amt.
Karber behielt auch anschließend das höchste Amt in Wenkbach, er wurde erster Ortsvorsteher des neuen Ortsteils der Gemeinde Weimar (Lahn).
Im April 1977 wurde Kurt Allmeroth sein Nachfolger. Er versah die Position bis 1986, als Reinhard Karber Ortsvorsteher wurde.
Bei der Kommunalwahl im März 2006 erhielt der SPD-Politiker jedoch nur die drittmeisten Stimmen. Sein Nachfolger für eine Wahlperiode im Amt des Ortsvorsteher wurde im 10. Mai 2006 Hans-Heinrich Schmidt von der Freien Bürgerliste Weimar (FBW). Im Mai 2011 übernahm Heijo Hoß das Amt des Ortsvorstehers.
Seit Mai 2016 ist Kurt Barth Ortsvorsteher.

### Ortsbeirat und Gemeindevertretung
Der Ortsbeirat Wenkbach besteht aus vier Personen. Neben Ortsvorsteher Kurt Barth gehören ihm Diana Rohe, (stellvertretender Ortsvorsteherin), Marina Chavez (Schriftführer) und Brunhilde Born, die im Mai 2016 in den Ortsbeirat nachrückte, an.
Kurt Barth wurde in die Gemeindevertretung gewählt und bekleidet das Amt des Vorsitzenden der Gemeindevertretung.

## Kultur und Sehenswürdigkeiten

### Bauwerke

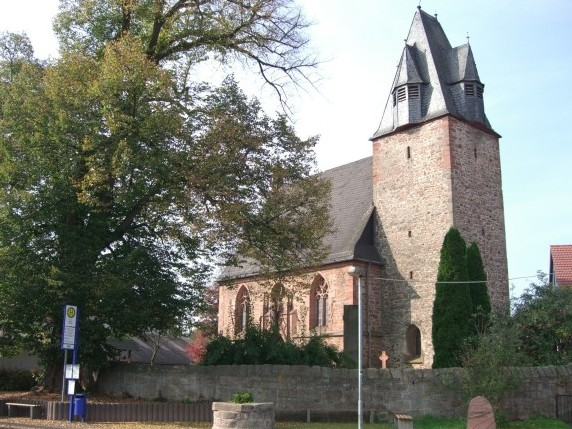
Die alte Wehrkirche im Ortskern Wenkbachs

Die Sehenswürdigkeiten Wenkbachs sind neben der historischen evangelischen Wehrkirche im Ortskern und der katholischen Kirche in der Siedlung am Nickelsberg und die 1936 erbaute ehemalige Schule, die heute als Bürgerhaus genutzt wird. Zu den weiteren Sehenswürdigkeiten zählen der Nachbau des historischen Schöpfbrunnens und die neue Friedhofskapelle.

#### Evangelische Kirche
Hauptartikel: Wehrkirche Wenkbach
Mehrere Jahrhunderte alt ist der Wehrturm der evangelischen Kirche in Wenkbach, etwas jünger das Kirchenschiff. Der Altar der Kirche diente dem impressionistischen Maler Carl Bantzer 1891 als Vorlage für sein berühmtes Bild „Das Abendmahl“.

#### Katholische Kirche
Die in Form eines griechischen Kreuzes in Holzfertigbauweise erbaute katholische Kirche wurde 1968 geweiht. Der katholischen Kirchgemeinde St. Jakobus sind einige Ortschaften aus der Umgebung angeschlossen.

### Vereine

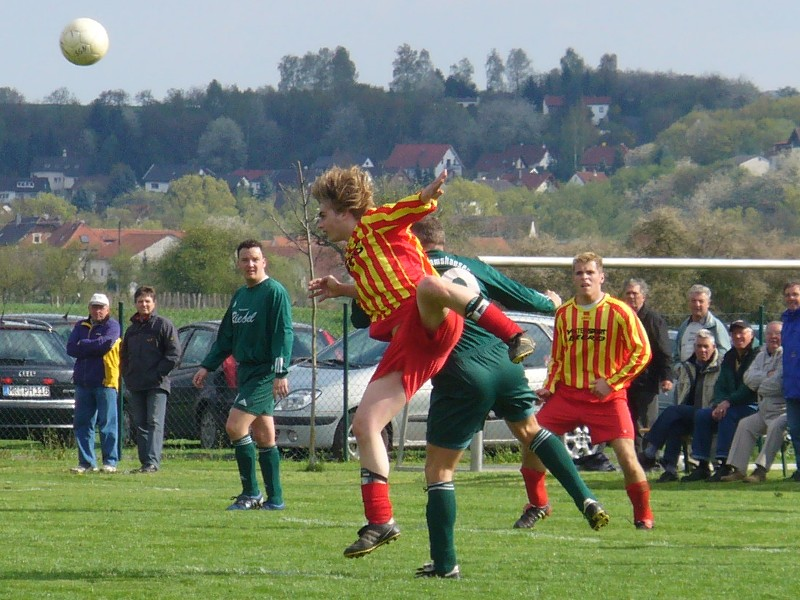
Szene aus einem Spiel der FSG Südkreis auf dem Sportplatz in Wenkbach

Wenkbach hat mit seinen Vereinen und deren Abteilungen sowie seinen Veranstaltungen im Verhältnis zu seiner Größe einiges zu bieten.
Der mit rund 300 Mitgliedern größte Verein Wenkbachs, der 1965 als Kaninchenzuchtverein (KZV) gegründete Bürger- und Kulturverein, bietet mit seinen Abteilungen ein vielfältiges Programm von Wandern bis Musik.
Außerdem existieren in Wenkbach ein Dartclub, ein Gesangverein und ein Kirchenchor und seit 2007 der Verein Dance & Fun Wenkbach e. V., der im Bereich Theater, Tanz und Sport aktiv ist.
Wenkbach und der Nachbarort Niederwalgern haben zusammen eine Sportgemeinde (SG), die am 27. Oktober 1972 nach dem Zusammenschluss des Tuspo 05 Wenkbach mit dem TSV 1907 Niederwalgern entstand. Neben einer Fußballabteilung, die inzwischen zusammen mit dem SC Roth/Argenstein in einer Fußballspielgemeinschaft als FSG Südkreis am Spielbetrieb teilnimmt und einen Teil seiner Heimspiele in Wenkbach austrägt, bestehen weitere Abteilungen.

### Regelmäßige Veranstaltungen
Organisiert durch die Vereine finden in Wenkbach jährlich einige Veranstaltungen und Feste statt. Neben dem überregional bekannten Dorfmarkt zählen die Faschingsveranstaltung, ein Osterfeuer, die Maifeier, das Frühlingsfest und das Adventskonzert zu den größeren jährlichen Veranstaltungen in Wenkbach. 2002 wurde die 700-Jahr-Feier von Wenkbach gefeiert.

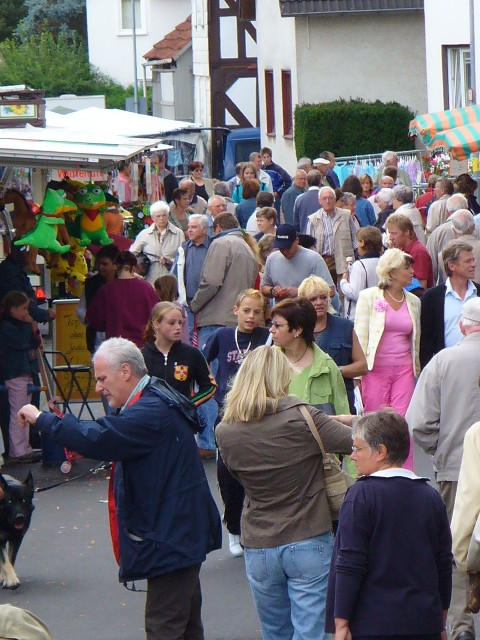
Tausende Menschen besuchen – wie hier 2005 – jährlich den Dorfmarkt in Wenkbach

Das größte Ereignis ist der jährlich am ersten Augustwochenende stattfindende Dorfmarkt des Bürger- und Kulturvereins, zu dem jährlich bis zu 10.000 Menschen in den kleinen Ort kommen und der nicht zuletzt durch seinen Stimmungsabend am Samstag auch überregional bekannt ist. Der Dorfmarkt ist vor allem durch das bunte Markttreiben an den beiden Markttagen mit 60 bis 80 Händlern gekennzeichnet. Auf der Bühne am Bürgerhaus treten während der Marktzeiten verschiedene Musik- und Schaugruppen auf.

## Wirtschaft und Infrastruktur
Wenkbach mit seinem Misch- und Gewerbegebiet und seinen Sehenswürdigkeiten ist sowohl über öffentliche Verkehrsmittel, meist nur noch mit Umsteigen seit der RMV-Reform erreichbar, aber dafür über verschiedene Straßen gut zu erreichen.
Im Wenkbacher Misch- und Gewerbegebiet befindet sich die deutsche Produktionsstätte der Firma YKK (Verschlusssysteme), ein Getreide-Silolager der Raiffeisen Genossenschaft sowie ein Schreiner-Handwerksbetrieb. Die dort ehemals ansässige Produktionsstätte von Pauly (Backwaren) wurde 2013 geschlossen. Im Ortskern befinden sich ein Handwerksbetrieb für Heizung/Wasser/Sanitärtechnik und ein Fachhandel für elektronische Bauelemente. Die in Wenkbach produzierende Bäckerei Steitz betreibt im Ort eine ihrer sechs Filialen. Weiterhin befindet sich im Ort ein Fachbetrieb für Schwimmbad-Technik. Seit 2014 befindet sich im alten Ortskern eines der bekanntesten deutschen Tonstudios, welches viele internationale Künstler nach Wenkbach bringt.  Zeitgleich mit dem Tonstudio befindet sich seit 2014 ein Kfz-Betrieb im alten Ortskern.
Im 1 km benachbarten Niederweimar sind alle Infrastrukturen des täglichen Bedarfs erreichbar. Darunter zwei Geldinstitute, zwei Arztpraxen, zwei Zahnarztpraxen, eine Apotheke, zwei Supermärkte, ein Gesundheitszentrum für Massage/Wellness/Reha, eine Metzgerei, zwei Bäckereien, ein Elektronik-Fachgeschäft. In Niederweimar befindet sich auch das Rathaus der Gemeinde Weimar (Lahn).

### Verkehr
Hauptverkehrsstraße durch Wenkbach ist die Landstraße 3093, die den Ort mit Niederweimar und der Gemeinde Fronhausen verbindet. Über die seit Oktober 2012 freigegebene neue Bundesstraße 255 (Ortsumgehung Oberweimar und Niederweimar) hat Wenkbach einen Anschluss an die vierspurig ausgebaute Bundesstraße 3. Von Wenkbach-Ortsmitte über die Bundesstraße 255 bis zur Bundesstraße 3 sind es ca. 2,5 Straßenkilometer. Von dort erreicht man nach Norden in ca. 8 km die Stadt Marburg, nach Süden in ca. 25 km die Stadt Gießen. Über verschiedene Buslinien und drei der vier Haltestellen Wenkbachs ist der Ort mit Marburg, über zwei Haltestellen mit Gladenbach verbunden. Der „Pendler“-Bahnhof Niederwalgern an der Main-Weser-Bahn, an dem Regionalbahnen sowie auch Regionalexpresszüge halten, liegt am südlichen Ende Wenkbachs genau auf der Grenze zu Niederwalgern.

### Öffentliche Einrichtungen
Im ehemaligen Lehrerhaus am Bürgerhaus befindet sich das Gemeindearchiv der Gemeinde Weimar (Lahn). In Wenkbach existiert eine Freiwillige Feuerwehr und eine Jugendfeuerwehr. Das Feuerwehrhaus befindet sich am Bürgerhaus im Ortskern.

### Medien
In Wenkbach erscheint als Tageszeitung die Oberhessische Presse (OP);  die Marburger Neue Zeitung (MNZ) hat den Vertrieb eingestellt. Kostenlos werden die Wochenzeitungen Marburg extra mittwochs sowie win samstags, beide vom Verlag der OP herausgegeben, sowie die Mittelhessische Anzeigen-Zeitung (MAZ) am Mittwoch und das Sonntagmorgenmagazin (SMM) verteilt. Durch den Wittich-Verlag wird das wöchentliche Gemeinde-Mitteilungsblatt herausgegeben (kostenpflichtiges Abo). Einmal im Monat erscheint das kostenlose Informationsblatt Lahnblick.

## Kuriositäten
1983 plante ein saudi-arabischer Investor gemeinsam mit einem ägyptischen Bauherrn im Wenkbacher Industriegebiet einen dreistöckigen Bau zu errichten. In diesem Gebäude sollten vier Filmstudios, ein Hotelbetrieb sowie eine Verwaltungseinrichtung entstehen. Grund für den Investor, die Studios in Wenkbach zu planen, war, dass in Saudi-Arabien bei Temperaturen von bis zu 50 Grad kein effizientes Arbeiten möglich sei. Obwohl dem Investor und dem Bauherrn durch die Gemeinde und den Landkreis jegliche Unterstützung zugesagt wurde, kam es nie zur Realisierung des durch die Oberhessische Presse „Klein-Hollywood in Wenkbach“ bezeichneten Vorhabens.